# 吴丽实
吴丽实(1899年—1931年4月5日)，原名吴苓生，字松仙，曾化名吴丽石、吴力石、赵云容、卢一之等，江苏沭阳颜集人，中国共产党早期革命家，东北地区中共党组织的早期创始人之一。

## 生平
吴丽实于1899年出生在封建地主家庭。1911年辛亥革命爆发时，他在沭阳城第一高等小学读书。毕业后考入镇江中学，在学生中宣传自由、平等、民主思想。1918年，因带头掀起反对封建教育的学潮，被校方开除。此后，他到北京汇文中学学习，并于1919年参加了五四运动。1923年，吴丽实加入中国社会主义青年团，不久转为中国共产党党员。同年，经李大钊介绍，他赴苏联莫斯科东方大学学习。
1924年回国后，被派往哈尔滨开展党的工作。在哈尔滨，他整顿党团组织，深入中东铁路工人中开展活动。他还在三十六棚建立了第一个党支部，此后又建立了多个党的支部。1925年，吴丽实任中共哈尔滨特委书记，他还哈尔滨创办了第一份由中共地下党控制的报纸《东北早报》。1926年，任中共北满地委书记。1926年6月，在吴丽实帮助下，韩铁声创办了中共北满地委机关报《哈尔滨日报》。1927年，被选为中共满洲省临时委员会组织部长兼农运部长。1928年12月，因叛徒出卖，吴丽实被捕。1929年7月获释后，继续投入革命工作。
1930年，吴丽实被派往山东工作，化名卢一之，任中共山东临时省委书记。1930年2月，因叛徒出卖，他再次被捕。1931年4月5日，1931年4月5日在济南，国民党山东省临时军法会审委员会以“供认加入红匪，在青岛担任工作不讳”的罪名，判处吴丽实死刑，并于4月5日清晨6时于济南纬八路刑场同22名共产党员一起被杀害。